# TerrorMolins
El Festival de Cine de Terror de Molins de Rei o Terror Molins és un festival de cinema especialitzat en produccions de terror, celebrat anualment a la localitat de Molins de Rei. Va néixer l'any 1973 amb el nom de Setze hores de cine de terror. La marató, des de 1978 anomenada Dotze hores de Cine de Terror, fou la primera marató de la península Ibèrica dedicada al cinema de gènere terror.

## Antecedents

### Marató de cinema de terror (1973-1977)
La llavor del festival va començar l'any 1973, amb la proposta de la primera marató de cinema de terror de Catalunya, organitzat pel cineclub local. En aquells anys 70 s'estava rellançant el gènere de terror en general, amb títols que esdevindrien clàssics com, per exemple, L'exorcista de William Friedkin. Inicialment, va consistir en una marató de cinema de terror de setze hores ininterrompudes. Es realitzava a principis de juliol, de les 21:00 hores de dissabte fins a les 13:00 hores de diumenge, amb descansos intercalats. L’any 1974, es va aprofitar l'èxit de l'any anterior per tornar a celebrar les Setze hores de cinema de terror, amb la col·laboració del Cine Club Molins de Rei i el Cine Joventut, avui conegut com La Peni. Es va projectar Psicosis d'Alfred Hitchcock i Pánico en el Transiberiano d'Eugenio Martin, entre d'altres.

### Dotze hores de terror (1978-1993)
En l'edició de 1978, es consolida el nom de les Dotze hores de Cine de Terror de Molins de Rei, incloent-hi deu títols, entre els quals hi ha films més recents que en anteriors convocatòries. L'èxit dels darrers anys, una intensa difusió del festival i el fet que no existís cap marató d'aquest gènere -tret del Sitges Film Festival- va fer possible omplir la sala de gom a gom i que unes tres-centes persones més s’hi quedessin fora. Anys més tard, el format de la marató es redueix per passar a oferir set pel·lícules, una de les quals seria sorpresa.
En l'edició de 1979 es va repetir el format, però entre les projeccions dels films es van introduir també happenings de caràcter terrorífic. Entre la primera i la segona pel·lícula apareixien dos músics en directe (un sintetitzador i un orgue) i diversos personatges i muntatges sinistres. La projecció en el certamen de La Matanza de Texas de Tobe Hooper serví de leitmotiv d'algunes de les ambientacions. En finalitzar la pel·lícula, dos encaputxats encenien serres mecàniques a la sala per espantar el públic. Una intervenció policial va dur fins a comissaria un dels actors i també part dels organitzadors per aclarir que, tot i que el públic tampoc no ho sabia, les motoserres tenien la cadena desmuntada (cal recordar que el públic també desconeixia aquest detall). L'objectiu de la inclusió de performance era traspassar la pantalla i portar el terror fins a l'espectador. El exorcista de William Friedkin tancava la sisena edició de les Dotze hores de terror. Simultàniament, en una sala contigua, es va projectar una selecció de films antològics.
En l'edició de 1981 es van reunir més de quatre-cents espectadors per veure una ambientació de terror i una cartellera especial durant tretze hores i mitja a dues sales simultàniament; Edifici de la Joventut Catòlica (La Peni) i el Cinema Versalles Palace. La marató començà amb Nosferatu de Werner Herzog i acabà amb Alien El 8º pasajero de Ridley Scott, i comptà també amb ambientacions al final de cada film i una conferència a les tres de la matinada. També s’hi van projectar Las colinas tienen ojos de Wes Craven, La invasión de los ultracuerpos de Philip Kaufman i La Furia de Brian de Palma, entre d'altres. Amb el recaptat es pretenia ajudar a cobrir part del dèficit del Cine Club. En 1981 es promociona el Festival de Cine de Terror de Molins de Rei en cartells, premsa i ràdio. En aquesta edició l'ambientació del Teatre Joventut va anar a càrrec del al grup Heura i, com a novetat, s'hi va celebrar el sorteig d'un viatge a Transsilvània, país de Dràcula. En aquesta edició es van projectar els films La niebla de John Carpenter, Drácula de John Badham i Freaks de Tod Browning, entre d'altres.
En 1982, les Dotze hores de cinema de terror de Molins de Rei continua el model de dues projeccions simultànies, aquest cop en les sales del Teatre Joventut i del Teatre del Foment Cultural i Artístic (Molins de Rei)t. Hi assistiren més de mil persones a les projeccions de La noche de Halloween de John Carpenter, La casa de los horrores de Tobe Hopper, Scanners de David Cronenberg, Viernes 13 de Sean S. Cunningham i The Shining de Stanley Kubrick. Les Dotze hores de cinema de terror mantindria l'èxit de convocatòria en la 10a edició i va servir de model a altres localitats com és el cas de les Dotze hores de cine de terror de Balaguer. Es mantingué la projecció simultània a dos locals, l'ambientació de terror i la projecció de set pel·lícules entre elles Poltergeist de Tobe Hopper i Un hombre lobo americano en Londres de John Landis. L'edició de 1983 s'obriria amb una cerimònia fúnebre per enterrar les restes cinematogràfiques de Lon Chaney, primer creador del personatge de l'home llop en cinema. La polèmica esclatà per anunciar-se amb una esquela al·legòrica, l'ús del servei municipal de pompes fúnebres, fèretre, corona, un actor fent de clergue, seguici del dol i vehicles de la guàrdia municipal tancant la comitiva pels carrers del centre de Molins.
El 1984 Antoni D'Ocon, sota la firma de DerkoFilms, va registrar les Dotze Hores de Cinema de Terror, adquirint els drets de la marató. Aquella edició va ser l'única que es va dur a terme sota l'organització d'Antoni D'Ocon, el qual va llogar la sala i va fer l'explotació econòmica de l'edició. Entre les deu de la nit a les deu del matí va haver projeccions com ara Posesión infernal de Sam Raimi, Al final de la escalera de Peter Medak i Creepshow de George A. Romero. A partir de 1985, el Cine Club Molins va organitzar de nou les Dotze hores de cinema de terror, ininterrompudament fins a 1990. El programa de 1986 estava compost, en major part, per diversos èxits recents com Re-Animator de Stuart Gordon i Pesadilla en Elm Street de Wes Craven entre d'altres.

### Dificultats i represa: 1990-2000
Els anys 1991 i 1992 no consta que se celebressin les Dotze hores de cinema de Terror. El gener de 1993 un grup de joves cinèfils molinencs van registrar de nou l'entitat Cine Club de Molins de Rei per poder fer sessions mensuals i recuperar de nou les 12 hores de cinema de terror. L'edició va comptar amb films com Dràcula de Bram Stoker, Acción Mutante d'Alex de la Iglesia, Reservoir Dogs de Quentin Tarantino i Edward Scissorhands de Tim Burton. Les dificultats econòmiques van provocar que fos l'única edició d'aquesta represa. L'any 1994, l'antic Cine Club Molins de Rei reprenia l'activitat amb una exposició commemorativa i sessions de cine club (presentació, projecció i col·loqui cinematogràfic). Tot i que la seva junta directiva estudià recuperar les Dotze hores de cinema de Terror, aquestes no se celebrarien de nou fins al 2001. El 1995 també tancava el Cinema Versalles Palace, una de les seus que havia allotjat la marató.
L'any 2001 un grup de cinèfils reactivà la marató de les Dotze hores de Cine de Terror de Molins de Rei i, posteriorment, el Cine-club. És en aquesta edició que es comença a canviar el format, incloent-hi projeccions al marge de la marató. Set dies abans de la marató es projecta la pel·lícula recentment estrenada Faust 5.0 de La Fura dels Baus i s'hi afegí la Mostra de curtmetratges on es van poder veure Alícia i Días sin luz de Jaume Balagueró, i dos curts de la saga d'Evilio de Santiago Segura. La marató es va mantenir amb la projecció de set films i actuacions en directe, com la representació d'un accident imprevist, amb ambulància inclosa, i el llançament de ratolins vius entre els assistents. Els films projectats més destacats van ser The Ring de Hideo Nakata, Mal gusto de Peter Jackson, Funny games de Michael Haneke, com a film sorpresa, i Els sense nom de Jaume Balagueró. Aquesta darrera va comptar amb la introducció a càrrec d'un dels seus actors, Karra Elejalde.

## Festival de Cine de Terror de Molins de Rei
El 2003 les Dotze hores de Cine de Terror de Molins de Rei es van transformar en el Festival de Cine de Terror de Molins de Rei. Ja en les darreres dues edicions, les activitats començaven a traspassar la marató i la performance inaugurals. Aquell 2003 es consolida el concurs de Curts de Terror i Gore, amb la seva segona edició. En aquesta ocasió, l'actor Lluís Posada presentà els millors curts. Una exposició commemora els darrers trenta anys amb cartells i programes de mà de totes les edicions. En 2004, es va afegir el primer Concurs d’art efímer i el primer Concurs de relats curts de terror. El festival també homenatjà el director Jesús Franco, que alhora presidiria el Jurat del tercer Concurs de Curts de Terror i Gore. El director rebé un premi en reconeixement de la seva extensa i oblidada carrera. El 2005 era palesa la repercussió, fins i tot internacional, del quart Concurs de Curts de Terror i Gore, amb l’arribada de cent deu curtmetratges per poder ser valorats en la competició. En aquesta edició es deixa de banda el concurs literari i no serà fins l’any 2008 que es reprendrà com a Concurs de microrelatas de terror i gore. Per problemes d’última hora, tres dels membres del jurat no van poder assistir a aquella convocatòria.
L’any 2006 el diari La Vanguardia publicava el «Ranking de Festivales de cine» segons José Pablo Jofre, on el Festival de Cine de Terror de Molins de Rei constava com a tercer, darrere del Zoom Igualada i Festival internacional de cinema negre de Manresa. El festival de Molins es continua renovant i amplia la durada del cinquè Concurs de Curts de Terror, que passa d’un a dos dies. En aquesta edició, s’inicià la col·laboració amb la Biblioteca de Molins de Rei. Es va projectar El cuervo de Roger Corman i es va celebrar una sessió de narració de contes contes de terror a càrrec de Ferran Martín, per a la nit de difunts, a la Sala Gòtica. L'eix temàtic del festival va ser l'evolució del cinema de gènere de terror en les darreres tres últimes dècades. L’any següent, el 2007, el fil conductor va ser la tècnica en els efectes especials de maquillatge. Per això es compta amb la presència de Montse Ribé i Parellada, mestra de la modalitat de maquillatge en films Frágiles de Jaume Balagueró i en El laberinto del fauno de Guillermo del Toro. La represa del concurs literari va ser en format de microrelats i en col·laboració amb la biblioteca pública “Pere Vila”, avui Biblioteca El Molí. La Peni, la sala on es projectava la marató, es vestí d'hospital de campanya, per contenir un possible virus que s’estenia per la Vila. En 2008 es va repetir format. La novetat va ser l’assistència de deu mil visitants a l'exposició DDT-Ficcions Originals dels oscaritzats Montse Ribé i David Martí Surroca, a la Sala de Ca n’Ametller.
El 2009 es va instaurar el Concurs de Cartells del Festival de Cine de Terror de Molins de Rei, amb la consegüent millora del nivell artístic d'aquestes creacions. El leitmotiv temàtic tant del cartell com del Festival per l’ocasió seria la presència de nens i nenes en el cinema de terror. Aquesta edició també acollí el concert de la banda de metal punk First Jason, grup de l’actor i músic Ari Lehman, que va encarnar el primer Jason Voorhees de la saga Divendres 13 de Sean S. Cunningham. Ari Lehman, a més, formava part del jurat del vuité Concurs de Curts de Terror i Gore. També va haver-hi la presència sorpresa del director Jaume Balagueró.
A partir de 2010, el Festival creix en dies i continguts. Actualment te més de deu dies de durada i es projecten més d’un centenar de llargmetratges i curtmetratges. Organitza també activitats paral·leles d'indústria com les Jornades Professionals i activitats lúdiques com Molins Horror Games. Des de 2014, el certamen atorga el premi Méliès d’Argent al millor curtmetratge del MIFF (Méliès International Festivals Federation).
En 2020 l'edició es va fer digital degut a la pandèmia per coronavirus de 2020 a Catalunya. La seu principal de continguts va ser Filmin. Les projeccions de curtmetratges es van fer a una pàgina pròpia del Festival dins de la plataforma VimeoOTT. També va haver continguts a la plataforma principal de Vimeo: TerrorKids, Sessió Instituts i el canal Noviembre Fantasma, aquest darrer fet en col·laboració amb La Semana de Cine Fantástico de Donostia i Fancine – Festival de cine fantástico de Málaga. En la mateixa edició virtual s’hi inclourien continguts a YouTube (entre d'altres la Primera Marató de 12 hores virtual, retransmesa en directe). Per la seva banda, les Jornades Professionals es van dur a terme íntegrament a través de la Plataforma Zoom (programari).

## Activitats
El festival defineix les seves activitats com una reivindicació de la cultura com a eina de transformació social i del gènere de terror com a element cultural. Actualment organitza les clàssiques Dotze hores de cinema de terror, diferents seccions de llargmetratges i curtmetratges, unes Jornades Professionals de trobada entre cineastes emergents i empreses del sector, un Concurs de Microrelats de Terror, un espacio de jocs de taula anomentat Molins Horror Games, un concurs popular de video anomenat 20 Segons de Terror, una secció de curtmetratges competitiva per a nens anomenada Terror Kids i recentment una secció per a adolescents i joves anomenada Terror Jove. També coordina publicacions d'assaig cinematogràfic i col·labora amb entitats comercials i culturals de la seva àrea d’influència per coorganitzar activitats com un joc d'escapada en viu o activitats gastronòmiques.

## Coordinació amb altres festivals i entitats
Al 2005 es va crear la Coordinadora de Festivals i Mostres de Cinema i Vídeo de Catalunya, agrupant tots els festivals i mostres de cinema de Catalunya amb l'objectiu de crear eines de comunicació, finançament i organització. El 2010, el TerrorMolins va fundar l'associació Terror Arreu de Catalunya amb els festivals Cardoterror (Cardedeu), Cryptshow (Badalona), FesTerror (Lloret de Mar) i Horrorvisión (Barcelona). El 2014, el festival s'incorporà a la  Federació Europea de Festivals de Cine Fantàstic, ara anomenada Méliès International Festivals Federation (MIFF), una federació de festivals dedicada al foment de la producció, distribució i posicionament del cinema. Amb motiu d'aquesta incorporació, el Festival atorga el premi Méliès d'Argent al millor curtmetratge fantàstic i una nominació al Méliès d'Or al millor curtmetratge fantàstic europeu. El 2016 inicià una col·laboració amb l'Asociación Premios de Cine Blogos de Oro ; col·laboració que implicava que mitjans online relacionats amb el cinema i les series formarien part d'un Jurat del Premi de la Crítica d'Or de la Secció Oficial de Llargmetratges i un Premi a la Secció Oficial de Curtmetratges per cada edició del festival.